# 카이손 폼비한
카이손 폼비한(라오어: ໄກສອນ ພົມວິຫານ 까이손 폼위한, 영어: Kaysone Phomvihane, 1920년 12월 13일 ~ 1992년 11월 21일)은 라오스의 정치인으로, 베트남인 아버지와 라오스인 어머니 사이에서 태어났다.
1955년부터 1991년까지 라오인민혁명당의 총비서로 지냈으며 1975년부터 1991년까지 정부총리, 1991년부터 1992년까지 라오스의 주석을 지냈다.

## 생애

### 젊은 시절
까이손은 1920년 12월 13일 라오스 까타불리 구 나셍 마을 (지금의 사반나케트 주 까이손폼위한)에서 태어났다. 베트남인 아버지 응우옌찌로안 (Nguyen Tri Loan)과 베트남인 어머니 낭독 (Nang Dok) 사이에서 태어났으며 태명은 '응우옌까이송' (Nguyen Cai Song/阮該雙/완해쌍)이었다. 그에게는 두 남매가 있었는데 한 명은 낭수반통 (Nang Souvanthong)으로 태국에 살았으며 다른 한명은 낭꽁마니 (Nang Kongmany)로 미국에 살았다.
이후 까이손은 누하크 품사반과 함께 베트남 하노이에 있는 하노이 대학교 법학과에 진학하였다. 그러나 베트남을 차지하고 있던 프랑스 식민주의자들과 맞서 싸우기 위해 자퇴하였다. 이후 프랑스 제국주의에 반대하는 파테트라오 운동에 동참하였다. 1940년대 하노이에서 공부하던 이 시기에는 활발한 혁명가가 되어, 1949년 1월 20일에는 라오인민자유군을 창설하였다. 이후 1950년부터는 저항운동의 국방부장을 맡았다.
1955년에는 라오스 북부의 삼누아라는 곳에서 라오인민혁명당을 결성하는 데 중요한 역할을 했으며, 이어서 수파누봉을 최고원수로 삼고 파테트라오의 대표를 맡았다. 그 이후 수년간 라오스 왕국과 미군에 맞서 공산군을 이끌었다.

### 정부수상직
라오스 내전에서 공산군이 승리한 뒤, 1975년 12월 2일 라오스 왕국이 폐지되고 라오인민공화국이 수립되면서 초대 정부수상직에 올랐다. 이후 1991년까지 재직하였다. 그 사이에는 통윈 폼위한과 결혼하였다.

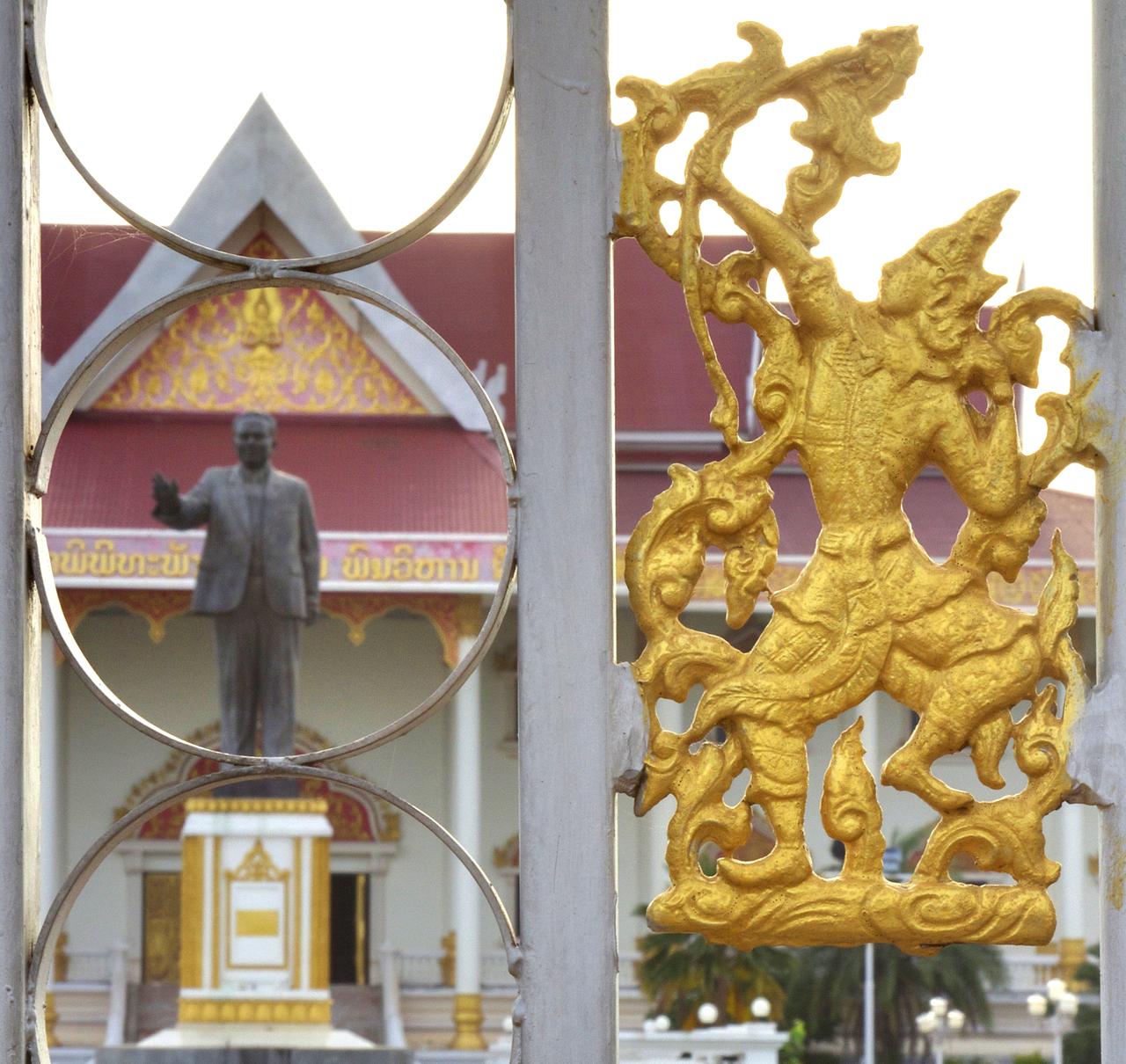
까이손 폼위한 박물관

까이손은 베트남과의 관계에도 힘을 쏟았다. 1977년부터는 분계선 설정작업을 시작해 2007년까지 마무리하였다. 서구 언론에 따르면 라오스와 베트남 간의 국경선은 1945년 라오스와 북·남베트남 경계와 '매우 근접'한 수준이라고 한다. 또 바타나 폴세나 싱가포르대 동남아시아학과 교수에 의하면 까이손 폼위한은 라오스의 최고 정책담당자이자 실세로 평가하고 있다. 이는 독립전쟁 지원에 도움이 되어준 라오스 남부의 소수민족들을 위해 세콩 주를 새로 신설할 정도였다.

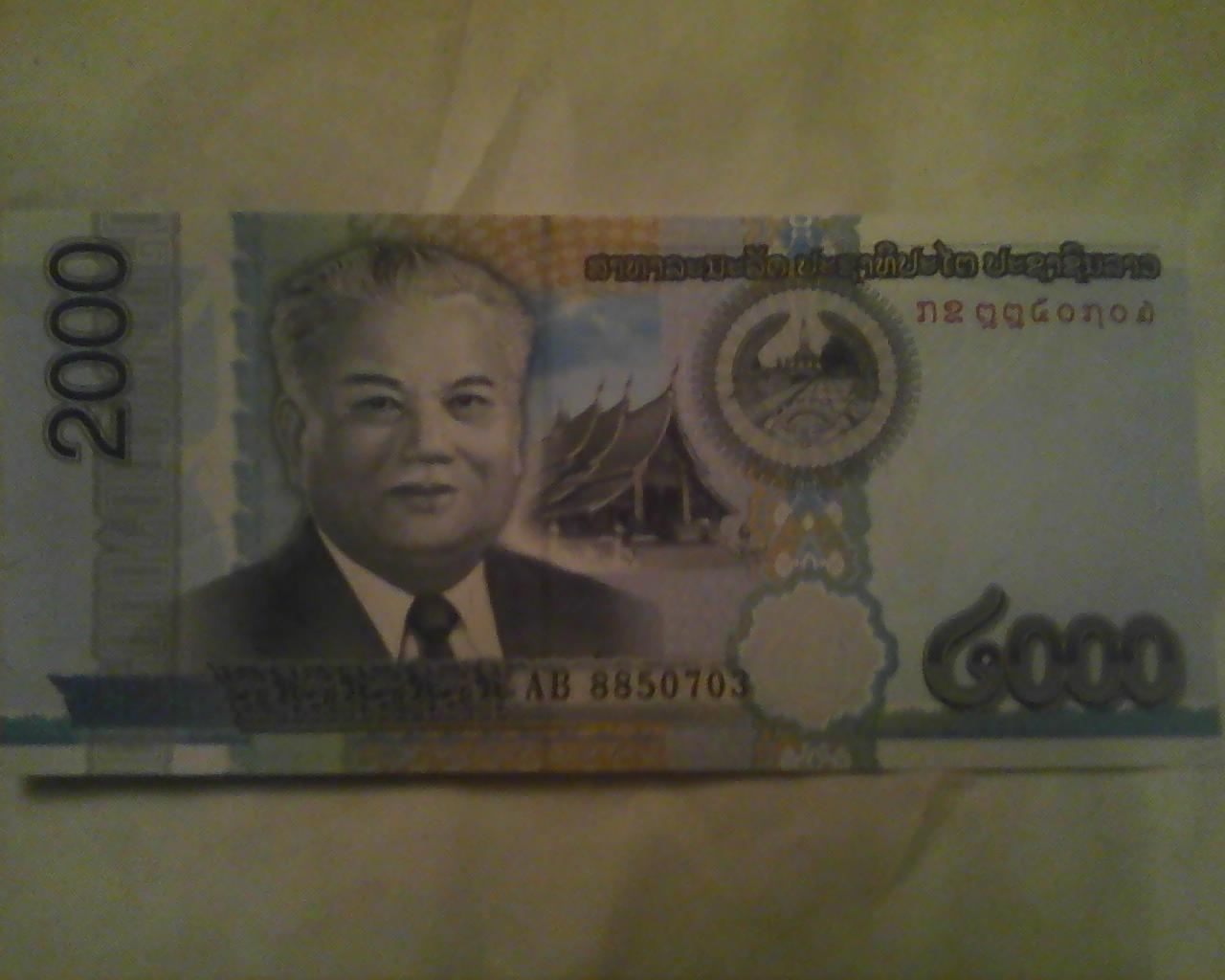
2000킵 신권에 들어가 있는 까이손 폼위한의 초상

### 대통령
1991년 3월 제5차 당대회에서 총서기 및 서기국이 폐지되면서, 까이손은 중앙위원회의 일상 업무를 지도, 감독하는 주석직에 오르게 되었다. 같은해 8월에 개최된 제2기 제6회 국회에서는 라오스 공화국 최초의 헌법이 제정되어 지금까지 의례직에 불과했던 국가주석의 권한이 강화됐다. 8월 15일 까이손은 라오스 국가주석에 취임하였다.
국가주석이 된 까이손은 당과 국가의 최고 직책을 독점하며 권한을 강화했고, 경제 개혁을 추진하기 위해 권력을 장악하고자 했지만 1992년 11월 21일에 사망했다. 11월 28일 장례식이 거행되었으며, 시신은 화장되었다. 사망 이후 라오스 정부는 까이손의 업적을 기리는 박물관을 비엔티안에 지었으며 베트남으로부터 건설비를 일부 지원받았다.

## 가족 관계
까이손의 작은아들 산야학 폼위한은 라오인민혁명당 제8차 대회에서 중앙위원회 의원으로 당선됐으며, 2008년에는 40세의 나이로 육군소장이 되었다. 하지만 2013년 7월 19일 45세의 나이로 요절하였다. 큰아들 사이솜폰 폼위한 (1954년~)은 라오스 국회 부주석을 맡고 있다.